# Clapham Common (metrostation)
Clapham Common is een station van de metro van Londen aan de Northern Line dat werd geopend op 3 juni 1900. 

## Geschiedenis
Vlak voor de opening van de City and South London Railway (C&SLR) werd op 25 juli 1890 de concessie van die lijn verlengd tot Clapham Common hetgeen betekende dat de lijn met twee stations ten zuiden van Stockwell zou worden doorgetrokken. Het station is een van de twee overgebleven enkelgewelfde stations met een smal eilandperron. In 1913 werd de lijn gekocht door UERL maar het rollend materieel uit 1890 was smaller dan de standaard van Yerkes. UERL wilde ook de standaard op de nieuwe aanwinst hanteren en besloot tot verbreding van de tunnels. De ombouw van de tunnels begon, als gevolg van de Eerste Wereldoorlog, pas tien jaar later nadat tot verlenging naar Morden was besloten. De verlenging was ook aanleiding om om het stationsgebouw te vernieuwen wat in 1923/24 gebeurde onder leiding van Charles Holden. Hij kwam met een gebouw met een met een glazen koepel met twee vleugels in de vorm van gebouwtjes met een puntdak. De zuidelijke verlenging werd op 13 September 1926 geopend en In 1937 kregen de Hampstead Tube en de C&SLR de gemeenschappelijke naam Northern Line. Een jaar later lag er een plan voor een grootprofiellijn die onder de bestaande tunnel van de Northern Line moest lopen tussen Golders Green en de zuidelijke woonwijken. LPTB kreeg geen fondsen voor de aanleg maar toen de Tweede Wereldoorlog uitbrak werd toestemming gegeven voor de ruwbouw van de stations onder de voorwaarde dat deze tot het einde van de oorlog als schuilkelders gebruikt zouden worden. Clapham Common is een van de acht metrostations waar de schuilkelder daadwerkelijk is gebouwd, de ingangen liggen ten noorden van het station langs Clapham High Street. Na afloop van de oorlog waren er echter geen fondsen om de lijn te bekostigen zodat de grootprofiel lijn er niet kwam. In 1997 is groot onderhoud uitgevoerd waarbij onder andere de belettering uit 1923 is hersteld. Gedurende 2 weken in september 2016 werden alle reclameborden in het station voorzien van foto's van katten. Deze actie werd betaald met een geldinzameling op de website Kickstarter en georganiseerd door CATS (The Citizens Advertising Takeover Service). In januari 2017 nam PETA in het kader van Veganuary het station over om forenzen te informeren en aan te moedigen om een maand lang veganistisch te leven.

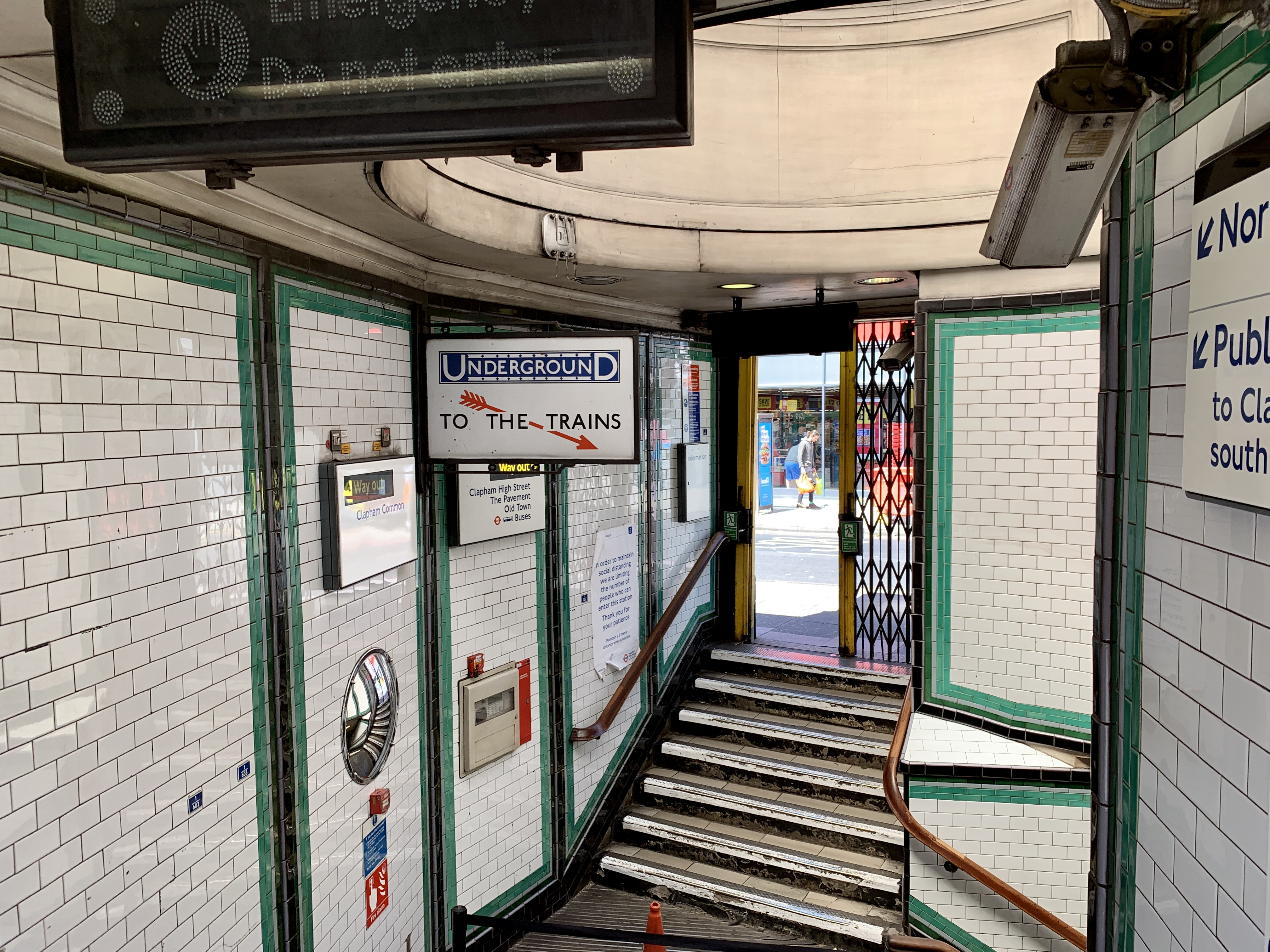
Onder de koepel
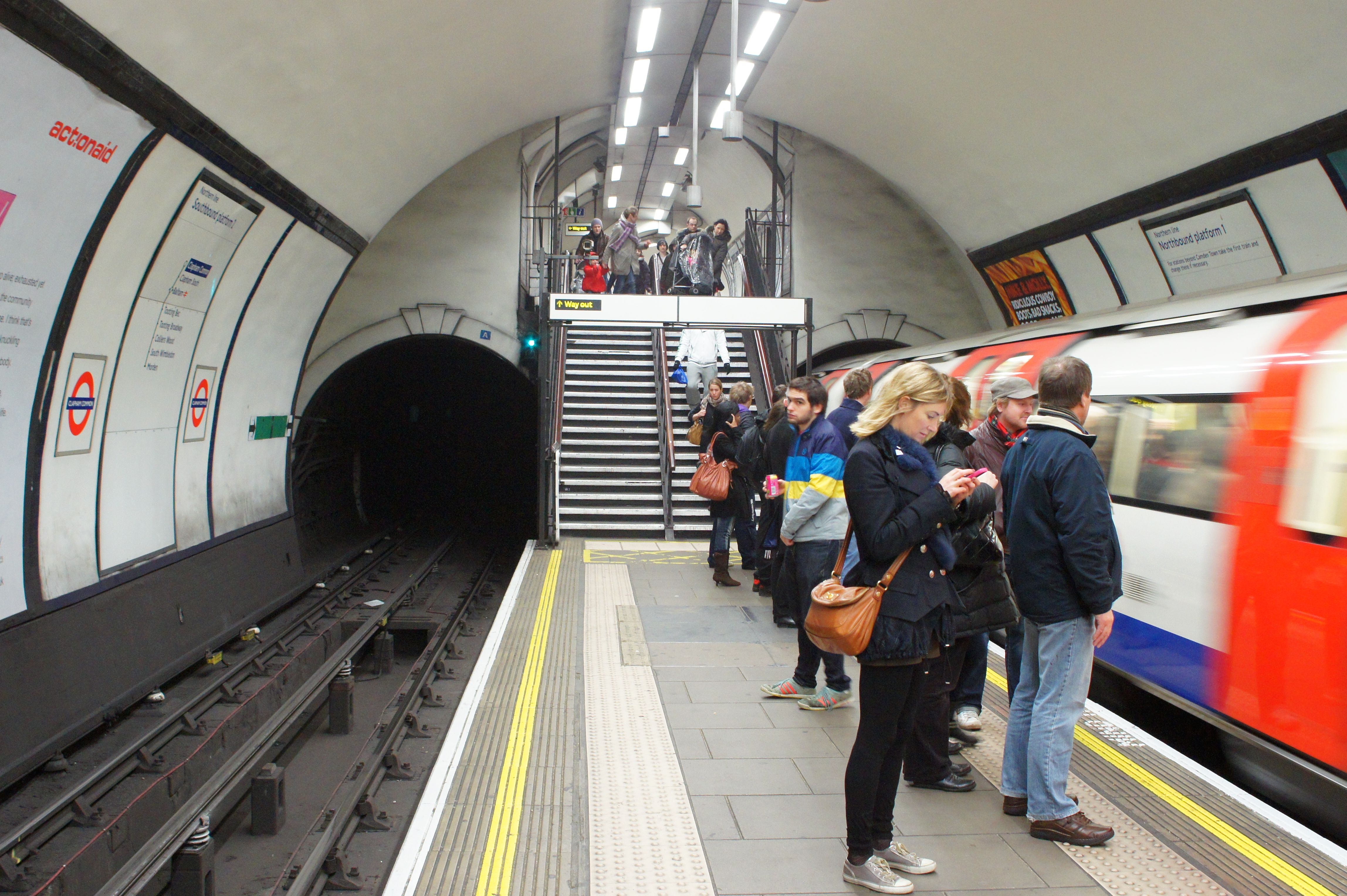
Het perron met de trappen aan de zuidkant
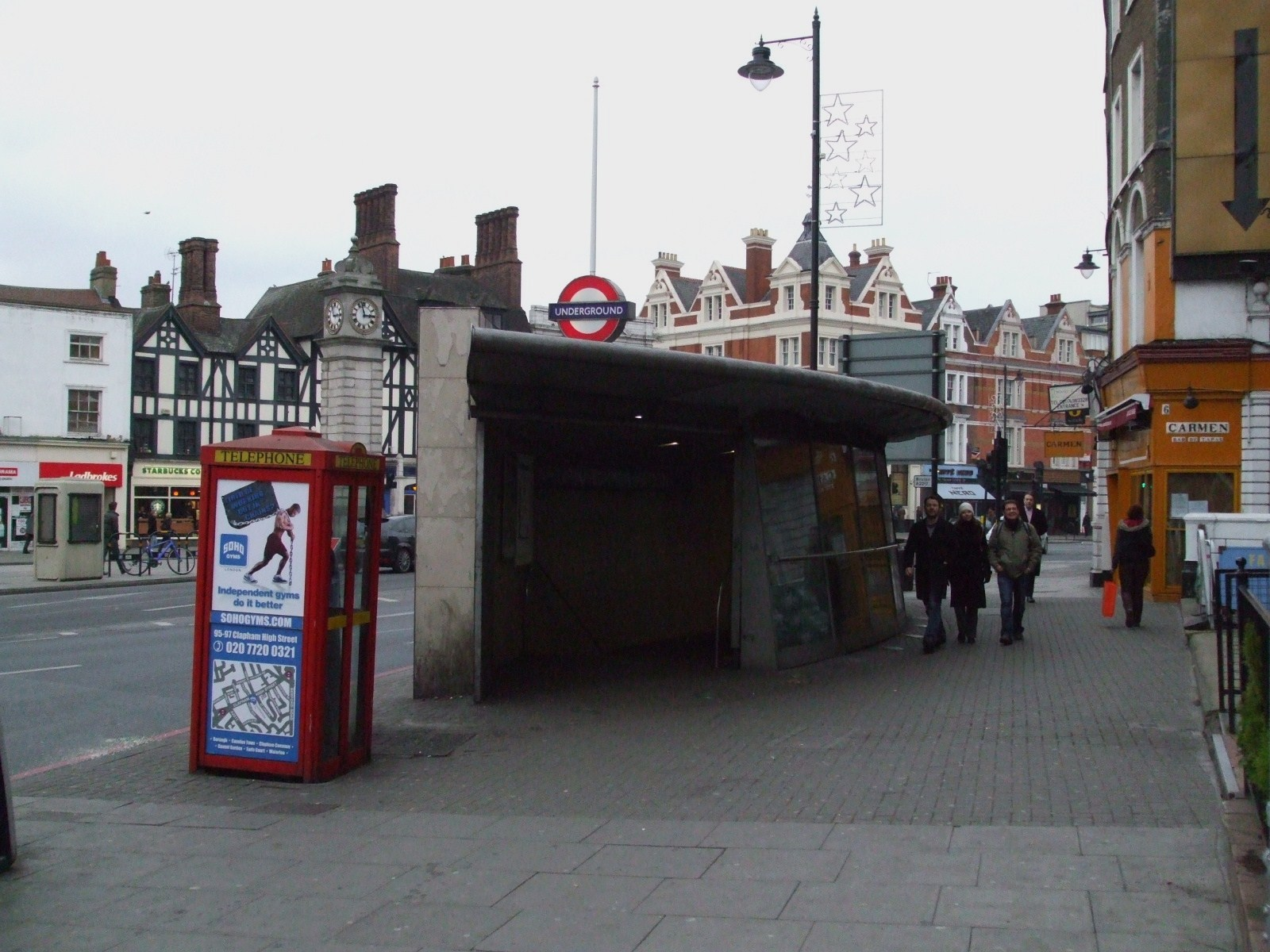
De oostelijke toegang van de voetgangerstunnel.

## Ligging en inrichting
Het station werd geopend als zuidelijke eindpunt van de lijn en het was door een kruiswissel ten noorden van het perron mogelijk om op beide sporen te keren. Na de opening van de verlenging verder naar het zuiden werd deze verwijderd. Het stationsgebouw staat in het plantsoen tussen The Pavement en Claham Common South Side op de oostpunt van het naamgevende park. Het perron ligt onder de Clapham High Street ten noorden van het kruispunt bij het station. De verdeelhal ligt onder het kruispunt en is bereikbaar via een trap onder de koepel en een voetgangerstunnel onder de Clapham Common South Side. De schuilkelder onder het perron heeft twee ingangen, een bij het kruispunt op de kop van Clapham Park Road en de noordelijke aan Clapham High Street bij Carpenter's Place. De metro rijdt tussen 6:09 uur en 0:21 uur met een frequentie van eens per 2 tot eens per 6 minuten afhankelijk van de drukte.